# Antaresia perthensis
Antaresia perthensis — вид змій родини пітонових (Pythonidae). Ендемік Австралії. Один із 4(5) видів роду. Вид занесений до Вашингтонської конвенції (CITES).

## Етимологія
Вид названий за типовою місцевістю (Перт, Західна Австралія).
Назва на інших мовах: Pygmy Python (англ.; дослівно «карликовий пітон»); Perth-Zwergpython (нім.; дослівно «пертський карликовий пітон»). Раніше, як Bothrochilus perthensis: Western Water Python (англ.: дослівно «західний водяний пітон»)

## Опис
Невеликий пітон, завдовжки до 50 см, вагою до 200 г. Тулуб тонкий. Голова вузька. Кінчик морди вкрито лускою, на верхніх та нижніх губних щитках є термолокаційні ямки. 
У забарвлення переважають червоні тони, боки світліші, з більш-менш темними плямами, які в молодих особин значно яскравіші й контрастніші. Загалом плямистість у цього пітона виражена більше, ніж у споріднених видів Antaresia childreni і Antaresia maculosa.

## Поширення
Ендемік Австралії. Мешкає на середньому заході Західної Австралії в регіонах Пілбара і Гаскойн.

## Особливості біології
Населяє різноманітні біотопи, віддаючи перевагу кам'янистим пагорбам, вкритим чагарниками і ксерофітною рослинністю, лукам, акацієвим лісам, а також ділянкам поблизу термітників. Часто ховається у великих термітниках, під камінням та в глибоких тріщинах і пустотах ґрунту. Активний переважно вночі. 
Пітон карликовий належить до яйцекладних змій. Самиця відкладає 5—8 яєць і висиджує їх згорнувшись кільцями навколо кладки 50—60 днів. Новонароджені мають довжину близько 20 см.
Дорослі пітони живляться переважно дрібними ссавцями, молоді —   сцинками та іншими ящірками. 

## Охорона
Стан більшості природних популяцій виду в межах ареалу залишається більш-менш стабільним. Саме тому він, згідно Червоного списку МСОП, отримав охоронний статус «відносно благополучний вид». Пітон карликовий переважно страждає від неконтрольованої торгівлі домашніми тваринами. Тому вид занесений до Додатку ІІ Вашингтонської конвенції (CITES). Пітон трапляється на кількох природно-заповідних територіях.

## Практичне значення
Цей вид пітонів успішно розводиться в неволі та є традиційним об'єктом міжнародній торгівлі домашніми тваринами. Його можна тримати як домашнього улюбленця в деяких штатах Австралії за наявності відповідних ліцензій.

## Систематика
Один із 4(5) видів роду Antaresia.
Донедавна розглядався як підвид Antaresia childreni.